# Marcin Beme
Marcin Beme (ur. 1976 w Warszawie) – polski przedsiębiorca, założyciel Audioteki.

## Życiorys
Urodził się w 1976 w Warszawie.
Ukończył studia na trzech kierunkach: informatykę na Politechnice Warszawskiej oraz studia na Wydziale Matematyki, Informatyki i Mechaniki i Wydziale Nauk Ekonomicznych Uniwersytetu Warszawskiego.
W 2009 założył swoją trzecią firmę – Audiotekę – serwis oraz aplikacja mobilna do słuchania audiobooków, której prezesem pozostawał do 2020 roku.
W 2012 otrzymał za swoją działalność nagrodę Śląkfa w kategorii wydawca roku oraz został „Człowiekiem Roku Internetu” magazynu Internet Standard. W 2013 otrzymał Złoty Krzyż Zasługi, a w 2014 został przedsiębiorcą roku w kategorii Nowe Technologie w konkursie organizowanym przez Ernst & Young.